# Grand Prix moto de France 1963
Le Grand Prix moto de France 1963 est la troisième manche du Championnat du monde de vitesse moto 1963. La compétition s'est déroulée du 1er au 2 mai 1963 sur le Circuit de Charade à Clermont-Ferrand. C'est la 31e édition du Grand Prix moto de France et la 9e édition comptant pour le championnat du monde.

## Résultats des 250, 350 et 500 cm3
Pas d'épreuve pour les catégories 250, 350 et 500 cm3 lors de ce Grand Prix.

## Résultats des 125cm³
| Pos. | Pilote               | Moto    | Temps         | Points |
| ---- | -------------------- | ------- | ------------- | ------ |
| 1    | Hugh Anderson        | Suzuki  | 53 min 47 s 1 | 8      |
| 2    | Jim Redman           | Honda   | +38 s         | 6      |
| 3    | Luigi Taveri         | Honda   | +52 s 5       | 4      |
| 4    | Frank Perris         | Suzuki  | +53 s 1       | 3      |
| 5    | Tommy Robb           | Honda   | +1 min 39 s 8 | 2      |
| 6    | Ernst Degner         | Suzuki  | +1 min 53 s 8 | 1      |
| 7    | Jean-Pierre Beltoise | Bultaco | +3 min 55 s 7 |        |
| 8    | Dave Simmonds        | Tohatsu | +1 tour       |        |
| 9    | Peter Eser           | Honda   | +1 tour       |        |
| 10   | Juan Garcia          | Lube    | +1 tour       |        |
| 11   | ...                  | ...     | ...           |        |

## Résultats des 50cm³
| Pos. | Pilote               | Moto     | Temps         | Points |
| ---- | -------------------- | -------- | ------------- | ------ |
| 1    | Hans-Georg Anscheidt | Kreidler | 39 min 46 s 3 | 8      |
| 2    | Ernst Degner         | Suzuki   | +22 s 6       | 6      |
| 3    | Michio Ichino        | Suzuki   | +23 s 6       | 4      |
| 4    | José Maria Busquets  | Derbi    | +1 min 13 s 7 | 3      |
| 5    | Jean-Pierre Beltoise | Kreidler | +2 min 31 s 6 | 2      |
| 6    | Alberto Pagani       | Kreidler | +3 min 53 s 1 | 1      |
| 7    | ...                  | ...      | ...           |        |